# Dumping

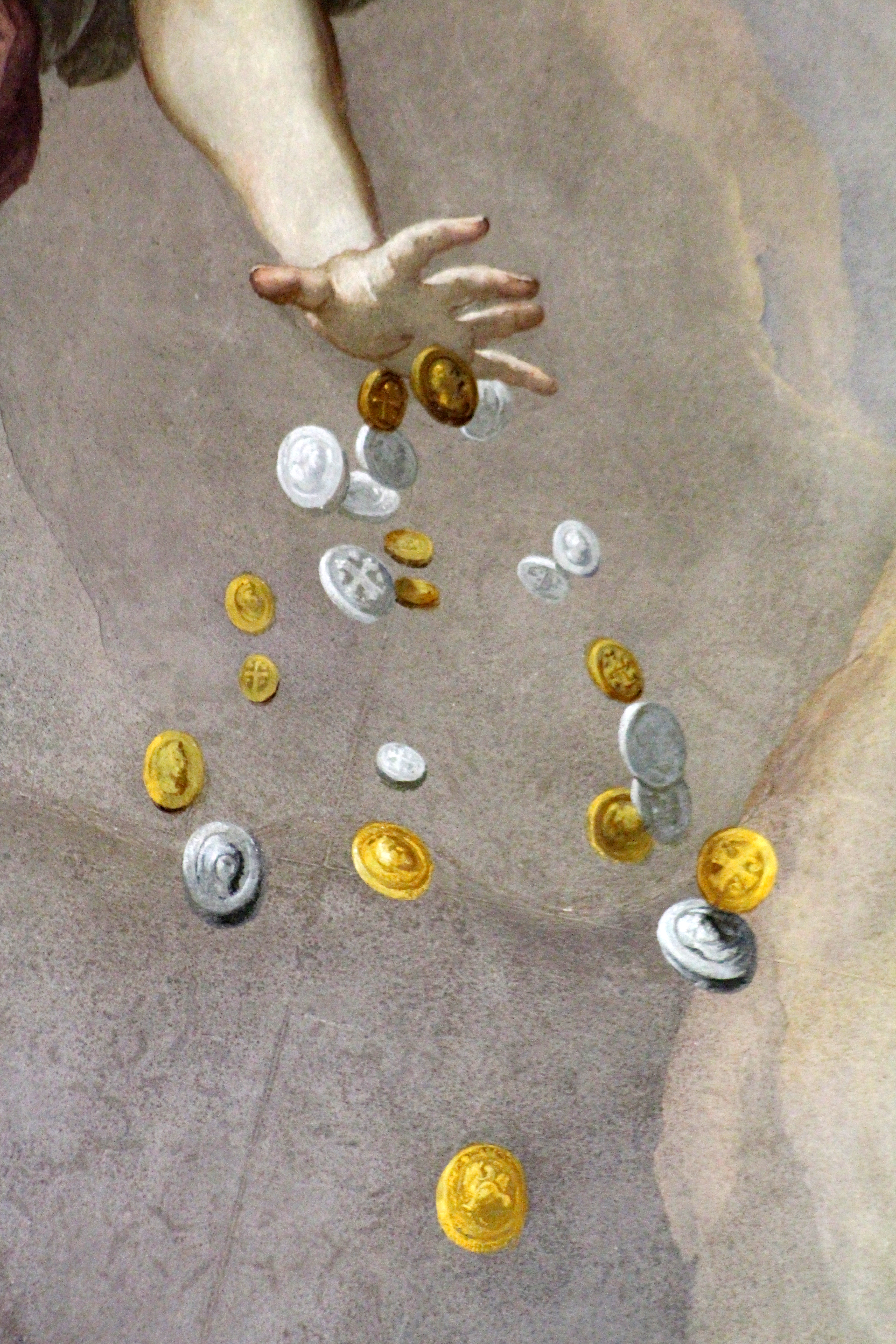
Igreja de São Carlos, Viena

Dumping ou dumpingue, literalmente liquidação abaixo do custo ou despejo abaixo do custo, é uma prática comercial predatória que consiste na negociação de produtos, mercadorias ou serviços por preços extraordinariamente abaixo de seu valor justo, muito frequentemente abaixo do custo, para outra economia nacional ou regional (preço que geralmente se considera menor do que se cobra pelo produto dentro do país exportador), por um tempo, visando prejudicar e eliminar os concorrentes de produtos ou serviços similares locais, passando então a dominar o mercado e impondo preços altos em seguida. É um termo usado principalmente em comércio internacional e é reprimido pelos governos nacionais, quando comprovado. Esta técnica é utilizada como forma de ganhar quotas de mercado.

## Formação do dumping
Há duas situações mais comuns que permitem a formação de um dumping:
- a partir de subsídios governamentais que permitam a uma empresa ou setor exportar ou operar no experior com custos muitíssimo reduzidos, e;[2]
- quando uma empresa ou setor opere vendendo a preços baixos (ou mais frequentemente abaixo do custo) no intuito de quebrar a concorrência local, mesmo que lhe custe prejuízos por certo período.[2]

## Fatores que o permitem
Especificamente no campo do comércio exterior, a globalização produziu efeitos diversos, como são exemplos as práticas comerciais desleais, que comprometem a produtividade e o bom desempenho do conjunto das empresas, levando muitas delas à falência. A globalização permite a existência de uma variedade de significados que têm sido atribuídos ao mesmo fenômeno. Essa variedade é explicável, em parte, porque esse é um processo cujo impacto se faz sentir em diversas áreas e inegáveis são os conflitos oriundos da sua intensificação, notadamente nas relações comerciais exteriores, as quais passaram a compreender novos mecanismos e instrumentos.
Como exemplo, levando em consideração a existência de condições comparáveis de comercialização (volume, estágio de comercialização, prazo de pagamento etc.), pode-se constatar a prática de dumping se a empresa A, localizada no país X, vende um produto nesse país por US$ 100 e o exporta para o país Y por US$ 80. Assim, não havendo fator algum que permita operação comercial diferenciada entre terriórios, a prática da venda a preços predatórios configura dumping.

## Os direitos antidumping
O artigo VI do Acordo Geral de Tarifas e Comércio de 1947 (GATT 1947) é destinado ao disciplinamento acerca dos direitos antidumping e de compensação. Trata-se, portanto, de fonte primordial sobre o tema. As medidas antidumping têm como objetivo neutralizar os efeitos danosos à indústria nacional causados pelas importações objeto de dumping, por meio da aplicação de alíquotas específicas, ad valorem ou de uma combinação de ambas.
Os direitos antidumping podem ser definidos como "um montante em dinheiro, igual ou inferior à margem de dumping apurada, exigido com o objetivo de afastar os efeitos danosos à indústria doméstica, decorrentes de importações realizadas a preço de dumping".
São duas as formas mais frequentes de se calcular a margem de dumping: transação-para-transação (transaction-to-transaction) e média-para-média (average-to-average). A primeira compara o preço de exportação com o valor normal relativo a cada transação comercial. Já a segunda compara o valor normal médio ponderado com o preço médio ponderado de todas as operações de exportação equivalentes.
Em relação ao procedimento para aplicação dos direitos antidumping, a aplicação da legislação é realizada em duas etapas: primeiro há um procedimento investigatório, que se assemelha a um procedimento de instrução. Na sequência, poderá haver a aplicação das medidas antidumping e a cobrança dos correspondentes valores. Em suma, geralmente cabe à um orgão fiscalizador a formação e a avaliação da linguagem de provas, enquanto que a um órgão julgador cabe a decisão acerca da imposição das medidas antidumping.

## Controvérsias
Há controvérsias doutrinárias acerca da natureza jurídica dos direitos antidumping. Dentre as principais correntes, podem ser citadas: a) direitos antidumping como instituto dotado de natureza aduaneira; b) como meio de intervenção no domínio econômico de natureza não tributária; c) como sanção; d) como instituto dotado de natureza sui generis; ou , e) como de natureza tributária. 